# Tramwaje w Ramlösa
Tramwaje w Ramlösa – zlikwidowany system komunikacji tramwajowej szwedzkim mieście Ramlösa, obecnie część Helsingborgu.

## Historia
Rozpoczęcie budowy linii tramwaju konnego miało związek z rozbudową uzdrowiska w Ramlösa rozpoczętą w 1876. Linia miała zapewnić transport pomiędzy nabrzeżem a hotelem w uzdrowisku. W kwietniu 1877 wydano pozwolenie na budowę linii. Budowę linii zakończono do czerwca tego samego roku i w tym samym miesiącu ją otwarto. Podróż w jedną stronę tramwajem trwała około 10 minut. Tramwaje na linii kursowały rano co 15 minut, a wieczorem co 30 minut. Linia tramwajowa była eksploatowana tylko w sezonie letnim. System zlikwidowano po zakończeniu sezonu we wrześniu w 1890. Kiedy to zmienił się właściciel uzdrowiska na HRRJ. Dotychczas właścicielem był Wallis. Tramwaje kursowały po torach o szerokości 891 mm.

## Linia
Trasa linii:
- Ramlösa Hafsbadhus – Ramlösa Hälsobrunn

## Tabor
Na linii eksploatowano 3 wagony wyprodukowane w 1877.